# Carlos Castro Morales
Carlos Castro Morales (1863 - 1923) fue un obrero ferrocarrilero y político mexicano, nacido en el puerto de Sisal en Yucatán y fallecido en la ciudad de Mérida. Fue el primer gobernador socialista de Yucatán y fundador con Felipe Carrillo Puerto y otros, del Partido Socialista del Sureste.

## Datos biográficos
Trabajó desde joven en los Ferrocarriles de Yucatán de cuya Unión de Obreros fue socio fundador. Participó en la primera huelga de carácter sindicalista en Yucatán, en 1911, que paralizó los ferrocarriles estatales, pieza de infraestructura clave para la industria henequenera de Yucatán. La huelga fue duramente reprimida.
Castro Morales debió exiliarse en La Habana como resultado de su postura política, hasta que las fuerzas revolucionarias llegaron a Yucatán con la presencia del carrancismo. En 1915, tras la llegada de Salvador Alvarado Rubio como comandante en jefe del ejército Constitucionalista, retornó a Yucatán: Fue entonces director de los ferrocarriles de Yucatán y en 1916, junto con Felipe Carrillo Puerto y otros, fundó el Partido Socialista Obrero que poco más tarde se convertiría en el Partido Socialista de Yucatán, primero, y Partido Socialista del Sureste después, cuando la acción política de este activismo alcanzó a Campeche y a Quintana Roo.
En 1917 fue impulsado por ese partido a la gubernatura de Yucatán, cargo al que resultó elegido a principios de 1918. Enfrentó como gobernador las dificultades políticas del momento en que el carrancismo no veía con buenos ojos al socialismo del sureste que había establecido su base desde la administración de Salvador Alvarado y el obregonismo se enfrentaba al presidente Carranza y lo derrotaba finalmente en la rebelión de Agua Prieta. En 1920, Castro Morales debió expatriarse nuevamente, separándose del cargo de gobernador antes de culminar su mandato. Regresó a Yucatán más adelante, sólo para morir poco tiempo después, en 1923.